# USS Goodrich (DD-831)
USS Goodrich (DD-831/DDR-831) là một tàu khu trục lớp Gearing được Hải quân Hoa Kỳ chế tạo vào giai đoạn cuối Chiến tranh Thế giới thứ hai. Nó là chiếc tàu chiến duy nhất của Hải quân Mỹ được đặt theo tên Chuẩn đô đốc Caspar F. Goodrich (1847–1925), người tham gia cuộc Chiến tranh Tây Ban Nha-Hoa Kỳ, và con ông Trung úy Hải quân Caspar Goodrich (? - 1907), người tử nạn trong một vụ nổ tháp pháo trên thiết giáp hạm Georgia (BB-15). Hoàn tất khi chiến tranh đã sắp kết thúc, con tàu tiếp tục phục vụ trong giai đoạn Chiến tranh Lạnh, cho đến khi xuất biên chế năm 1969, xóa đăng bạ năm 1974 và bị bán để tháo dỡ năm 1977.

## Thiết kế và chế tạo
Goodrich được đặt lườn tại xưởng tàu của hãng Bath Iron Works Co. ở Bath, Maine vào ngày 18 tháng 9 năm 1944. Nó được hạ thủy vào ngày 25 tháng 2 năm 1945; được đỡ đầu bởi bà Caspar F. Goodrich, vợ góa đô đốc Goodrich và là mẹ của Trung úy Goodrich, và nhập biên chế vào ngày 24 tháng 4 năm 1945 dưới quyền chỉ huy của Hạm trưởng, Trung tá Hải quân Dale R. Frakes.

## Lịch sử hoạt động
Sau khi hoàn tất việc chạy thử máy tại vùng biển Caribe, Goodrich băng qua kênh đào Panama vào ngày 12 tháng 11 năm 1945 để đi sang khu vực Tây Thái Bình Dương hỗ trợ cho việc chiếm đóng Nhật Bản. Nó hoạt động tuần tra giữa các cảng chính của Nhật Bản cho đến tháng 10 năm 1946, khi nó chuyển sang đặt căn cứ tại Thanh Đảo, Trung Quốc để tuần tra dọc bờ biển Triều Tiên. Con tàu quay trở về San Francisco, California vào ngày 21 tháng 12 năm 1946, rồi rời vùng bờ Tây vào ngày 7 tháng 1 năm 1947 để chuyển sang cảng nhà mới tại Newport, Rhode Island sau khi được điều động sang phục vụ cùng Hạm đội Đại Tây Dương.
Goodrich được đại tu tại Xưởng hải quân New York, rồi được phái đi hoạt động tại Địa Trung Hải từ ngày 2 tháng 2 đến ngày 22 tháng 5 năm 1948. Đây là chuyến đầu tiên trong số những đợt huy động hàng năm để phục vụ cùng Đệ Lục hạm đội nhằm đối phó với những mối đe dọa của Liên Xô nhằm gây mất ổn định tại các nước vùng Balkan và Trung Đông. Con tàu được xếp lại lớp như một tàu khu trục cột mốc radar, và mang ký hiệu lườn mới DDR-831 từ ngày 18 tháng 3 năm 1949.

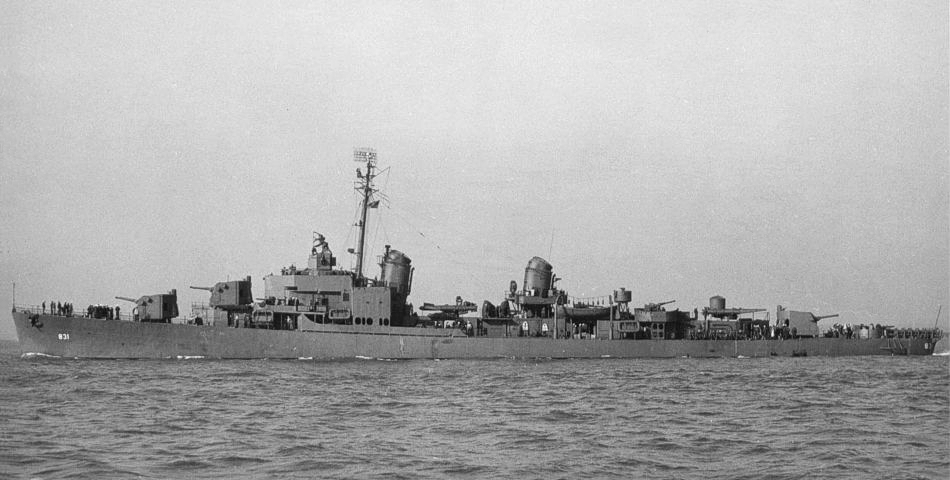
Goodrich vào năm 1945.

Trong đợt hoạt động tại Địa Trung Hải vào tháng 2 năm 1956, Goodrich đã tuần tra tại vùng biên giới giáp ranh giữa Ai Cập và Israel trong biển Hồng Hải nhằm ngăn ngừa cuộc Khủng hoảng kênh đào Suez tiếp tục leo thang thành chiến tranh. Khi cuối cùng xung đột vẫn diễn ra giữa Ai Cập với Anh, Pháp và Israel, chiếc tàu khu trục đã quay trở lại Địa Trung Hải vào tháng 11 năm 1956 để bảo vệ cho công dân Hoa Kỳ trong khu vực cũng như khẳng định thái độ của Hoa Kỳ nhằm chấm dứt cuộc chiến tranh. Đến năm 1958, trong vụ Khủng hoảng Liban, Tổng thống Liban Camille Chamoun đã phải kêu gọi sự trợ giúp sau khi đất nước này chịu đựng bạo loạn do xung đột về sắc tộc và chính trị; chiếc tàu khu trục đã hỗ trợ cho việc đổ bộ lực lượng Thủy quân Lục chiến lên Beirut, Liban vào ngày 14 tháng 7 nhằm gìn giữ hòa bình.
Vào tháng 6 năm 1959, Goodrich chuyển cảng nhà từ Newport đến Mayport, Florida. Các lượt biệt phái hàng năm sang vùng biển Châu Âu giờ đây còn bao gồm những đợt huấn luyện phối hợp cùng hải quân các nước trong Khối NATO, và thực tập sẵn sàng hoạt động tại Địa Trung Hải tại khu vực chứa đầy mâu thuẫn và bất ổn. Con tàu đi vào Xưởng hải quân Norfolk vào tháng 1 năm 1960 để được nâng cấp trong khuôn khổ Chương trình Hồi sinh và Hiện đại hóa Hạm đội II (FRAM: Fleet Rehabilitation and Modernization) nhằm kéo dài tuổi thọ phục vụ thêm từ 10 đến 20 năm, đồng thời nâng cao năng lực tác chiến. Kết thúc đợt nâng cấp kéo dài tám tháng, nó đã tham gia vào Chương trình Mercury khi phục vụ cho việc thu hồi tàu không gian Friendship 7 vào ngày 12 tháng 2 năm 1962, vốn đã đưa phi hành gia John H. Glenn lên quỹ đạo chung quanh trái đất.
Goodrich lại được huy động từ ngày 24 tháng 10 đến ngày 20 tháng 11 năm 1962 trong vụ Khủng hoảng tên lửa Cuba, khi Hải quân được lệnh của Tổng thống John F. Kennedy phong tỏa đường biển Cuba khi đảo quốc vùng Trung Mỹ này bố trí tên lửa đạn đạo mang đầu đạn hạt nhân của Liên Xô. Chiếc tàu khu trục đã hoạt động phong tỏa hàng hải cho đến khi vụ khủng hoảng được dàn xếp thông qua thương lượng hòa bình.
Vào ngày 22 tháng 7, 1966, Goodrich lên đường từ Mayport cho lượt phục vụ thứ 13 cùng Đệ Lục hạm đội. Nó hoạt động suốt khu vực Địa Trung Hải trong năm tháng đồng thời tham gia các cuộc tập trận phối hợp cùng các tàu chiến thuộc Hải quân Thổ Nhĩ Kỳ, Hy Lạp, Ý và Hải quân Hoàng gia Anh. Nó quay trở về Mayport vào ngày 20 tháng 12, tiếp tục hoạt động bảo trì và huấn luyện. Lượt phục vụ thứ 14 của nó cùng Đệ Lục hạm đội tại khu vực Địa Trung Hải bao gồm một chuyến đi sang biển Hồng Hải.
Goodrich được xếp lại lớp như một tàu khu trục và quay trở lại ký hiệu lườn cũ DD-831 vào ngày 1 tháng 1, 1969. Nó được cho xuất biên chế vào ngày 30 tháng 11, 1969 và đưa về thành phần dự bị tại Orange, Texas. Tên nó được cho rút khỏi danh sách Đăng bạ Hải quân vào ngày 1 tháng 2, 1974, và con tàu bị bán cho hãng New York Scrap and Alloy Company để tháo dỡ vào ngày 12 tháng 9, 1977.